# Gérone, la Venise espagnole
Gérone, la Venise espagnole és una pel·lícula espanyola de Segundo de Chomón de 1912, basada en la reproducció contínua d'imatges paisatgístiques de la ciutat de Girona.
La pel·lícula portava el segell de Pathé, la qual encarregà a Chomón la creació d'una sèrie de documentals amb la intenció d'utilitzar-los com a reclam turístic per a la ciutat que es mostrava en cada cas. Espanya lluitava en aquell moment per ser reconeguda com un país modern o en vies de desenvolupament. L'objectiu de Chomón amb aquesta pel·lícula era demostrar que Girona, malgrat no tenir canals, podia assemblar-se a la ciutat italiana de Venècia. Per a aconseguir aquesta semblança, el director filma plànols des de diferents perspectives del riu, i a més associa la població amb l'Estany de Banyoles, que es troba prou més lluny de Girona.